# Трусов, Антон Данилович
Анто́н (Антуа́н) Дани́лович Тру́сов (15(27) мая 1835, г. Борисов — 1886, Минск) — деятель русского и белорусского революционного движения, народник.

## Биография
Родился 15(27) мая 1835 года в городе Борисов. Литвин.
Учился в 1854‒1856 и 1860‒1862 годах на медицинском факультете Московского университета. В начале 1860-х гг. был близок к кружку П. Г. Заичневского.

## Революционная деятельность

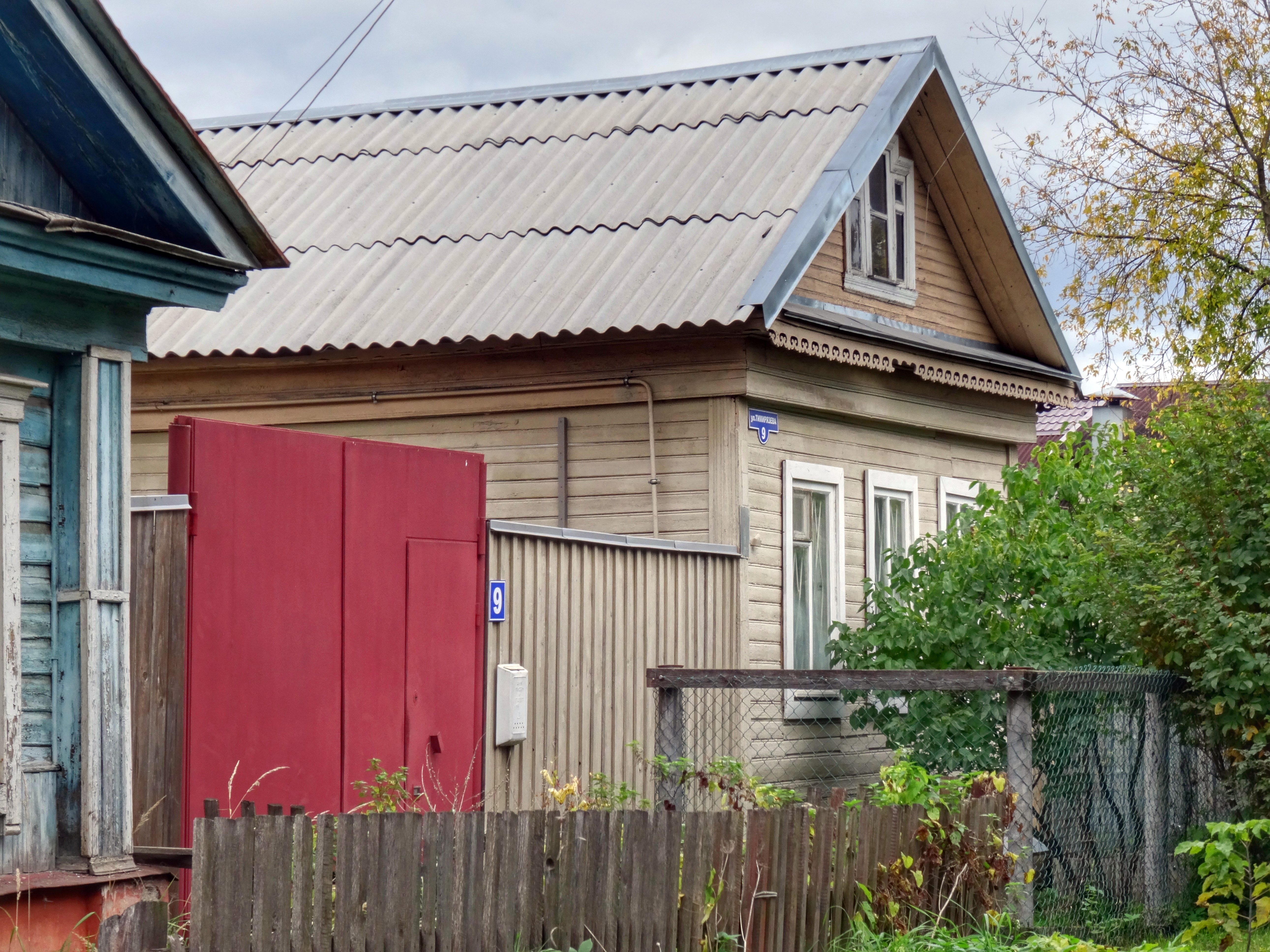
Дом, в котором жил И. А. Трусов

В 1861—1862 в Минске, участвовал в подготовке восстания. В 1863 возглавил Минский повстанческий отряд, с которым примкнул к отряду С. В. Лясковского. Участвовал в боях. После поражения восстания осенью 1863 г. был заочно приговорён к смертной казни.
Эмигрировал и до 1869 года проживал в Париже, работал наборщиком, был связан с французскими социалистами. Подружился с русским революционером Н. И. Утиным, вошёл с ним в секцию 1-го Интернационала (1870).
Установил связь с А. И. Герценом, сотрудничал (до 1869) с М. А. Бакуниным.
В 1869 году Трусов работал секретарем редакции революционного журнала, а затем газеты «Народное дело», в которой были напечатаны программные документы Русской секции, письма К. Маркса и И. Ф. Беккера комитету Русской секции, написанный К. Марксом Манифест Главного совета Международного товарищества рабочих и др.
Сам Трусов поддерживал постоянные связи с К. Марксом и Ф. Энгельсом.
В 1871 — член Женевского комитета помощи парижским коммунарам. Один из организаторов типографии журнала «Народное дело», её директор, с 1873 — владелец. 10 лет печатал русскую революционную литературу, всего им было напечатано свыше 150 книг, брошюр, периодических изданий революционного содержания.
В 1883 году Трусов продал типографию первой российской марксистской организации «Освобождение труда», и тяжело заболев, в 1884 году вернулся в Минск, где и умер.
Именем А. Трусова была названа одна из улиц г. Борисова.